# Autódromo Internacional de Curitiba

Autódromo Internacional de Curitiba

Autódromo Internacional de Curitiba (ook bekend als Autódromo Raúl Boesel) is een Autosportcircuit in Pinhais, Brazilië.
Het circuit, dat in 1967 gebouwd is, wordt vooral gebruikt door series als: WTCC, World Series by Nissan, TC2000, Stock Car Brasil, Fórmula truck en het Zuid-Amerikaanse Formule 3-kampioenschap. De bouw van het circuit begon in 1965 en eindigde in 1967, sindsdien worden er autoraces, motorraces en wielerwedstrijden georganiseerd.
Het circuit wordt in twee opstellingen gebruikt, de oval (2550 m) en het wegcircuit (3695 m).

## Ronderecords
| Raceklasse             | Rondetijd | Coureur           | Team                           | Jaar |
| ---------------------- | --------- | ----------------- | ------------------------------ | ---- |
| World Series by Nissan | 1:09,772  | Andre Couto       | Vergani Racing                 | 2002 |
| Formule 3              | 1:13,484  | Diago Nuñes       | Bassani Racing                 | 2006 |
| Formule Renault 2.0    | 1:16,969  | Nelson Merlo Neto | Bassani Racing                 | 2005 |
| Copa NEXTEL Stock Car  | 1:20,549  | Luciano Burti     | MT Racing                      | 2006 |
| TC 2000                | 1:24,590  | Matías Rossi      | Chevrolet Elaion (Opel Astra)  | 2006 |
| WTCC                   | 1:24,761  | Augusto Farfus    | N. Technology (Alfa Romeo 156) | 2006 |
| Trofeo Maserati        | 1:27,538  | Guto Negrão       | Medley (Maserati Coupé)        | 2006 |
| Renault Clio Cup       | 1:40,883  | Edson do Valle    | Equipe W Racing (Renault Clio) | 2006 |
| Copa Turismo I         | 1:43,581  | Sharbel Hajjar    | Equipe AGB (VW Golf)           | 2007 |
| Copa Turismo A         | 1:44,862  | Amauri Lisboa Jr  | Equipe Sabo (VW Golf)          | 2007 |
| Copa Turismo N         | 1:45,672  | Franklin Trupel   | Equipe Speed (VW Golf)         | 2007 |
| Fórmula Truck          | 1:41,457  | Vinicius Ramires  | RRT2 (Mercedes-Benz Axor 2044) | 2006 |